# Le Livre de la Duchesse
 (avril 2018).
Si vous disposez d'ouvrages ou d'articles de référence ou si vous connaissez des sites web de qualité traitant du thème abordé ici, merci de compléter l'article en donnant les références utiles à sa vérifiabilité et en les liant à la section « Notes et références ».

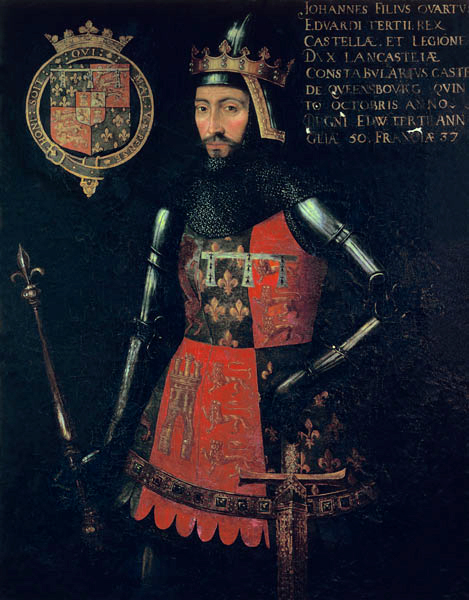
Jean de Gand.

Le Livre de la Duchesse est le premier poème majeur de Geoffrey Chaucer. Il aurait été rédigé entre 1369 et 1372, voire plus précocement, comme le suggèrent des études récentes le datant de 1368. 

## Histoire
De nombreux indices laissent à penser que Chaucer rédigea ce poème pour commémorer la mort de Blanche de Lancastre, femme de Jean de Gand. Des notes manuscrites de l’antiquaire élisabéthain John Stow indiquent que le poème fut écrit à la demande de Jean de Gand, et il y a de nombreuses occurrences du mot « White » dans le texte, qui est presque certainement un jeu de mots sur « Blanche ».
Le poème raconte l’histoire du rêve du poète. Errant dans un bois, celui-ci découvre un chevalier vêtu de noir, et s’interroge sur la tristesse de ce chevalier. À travers le poème, des bribes de l’histoire de ce chevalier deviennent de plus en plus apparentes, jusqu’à ce que la cause de sa peine soit mise à jour et qu’il s’en aille.

## Traduction
Le Livre de la Duchesse a été traduit en français par Guy Bourquin dans ce volume de l'œuvre complète de Chaucer, traduite en français et commentée : André Crépin, J.-J. Blanchot, Florence Bourgne, Guy Bourquin, Derek Brewer, Hélène Dauby, Juliette Dor, E. Poulle, J.I. Wimsatt, avec Anne Wéry, Les Contes de Canterbury et autres œuvres, Paris : Laffont, 2010,  (ISBN 978-2-221-10983-0)